# The Rise and Fall of a Midwest Princess
The Rise and Fall of a Midwest Princess è il primo album in studio della cantante statunitense Chappell Roan, pubblicato il 22 settembre 2023 dalle etichette discografiche Amusement e Island Records.

## Antefatti e descrizione
Chappell Roan ha firmato con l'etichetta Atlantic Records e si è trasferita nella città di Los Angeles nel 2017, anno di pubblicazione dell'EP School Nights. A partire dall'anno seguente inizia a lavorare col produttore Dan Nigro e il primo risultato della loro collaborazione è stato il singolo del 2020 Pink Pony Club. Allo stesso anno risale anche la recisione del contratto con l'Atlantic, la separazione dal fidanzato di oltre quattro anni e lo scoppio della pandemia di COVID-19, eventi che hanno tutti contribuito affinché Roan facesse ritorno nella sua città natale in Missouri. In quel periodo, ha lavorato con lo scopo di mettersi da parte i soldi per fare ritorno a Los Angeles come artista indipendente, in seguito al quale ha ripreso la collaborazione con Nigro e firmato con la sua etichetta Amusement, sussidiaria della Island Records. La cantante ha confermato che attraverso la realizzazione di The Rise and Fall of a Midwest Princess ha preso consapevolezza del proprio essere queer.
Sebbene non sia stato un successo commerciale immediato, The Rise and Fall of a Midwest Princess ha ottenuto un seguito di culto nei mesi successivi alla sua pubblicazione ed è stato considerato un successo dormiente entro la metà del 2024. Il successo commerciale dell'album è stato in gran parte incoraggiato dal coinvolgimento di Roan come artista d'apertura nel Guts World Tour di Olivia Rodrigo, dalle sue esibizioni in festival musicali come il Coachella e il Governors Ball, e dal successo del singolo successivo Good Luck, Babe!. Entro giugno 2024, The Rise and Fall of a Midwest Princess ha scalato numerose classifiche internazionali, raggiungendo il numero uno in Irlanda, Nuova Zelanda e Regno Unito, oltre a posizionarsi tra i primi cinque della Billboard 200 statunitense. Successivamente, i singoli Pink Pony Club, My Kink Is Karma, Femininomenon, Casual, Red Wine Supernova e Hot to Go! hanno registrato il loro ingresso per la prima volta dalla loro pubblicazione nella Billboard Hot 100 e scalato a loro volta le classifiche di diversi mercati internazionali.

## Accoglienza
| Recensione           | Giudizio |
| -------------------- | -------- |
| AllMusic             | [ 14 ]   |
| Exclaim!             | 7/10     |
| The Line of Best Fit | 9/10     |
| NME                  | [ 17 ]   |
| Paste                | 8.4/10   |
| Pitchfork            | 7.2/10   |

The Rise and Fall of a Midwest Princess è stato accolto positivamente dalla critica specializzata. Olivia Horn di Pitchfork ha definito l'album «un esordio audace e travolgente, sostenuta da una solida capacità di scrittura musicale e da un'inflessibile indifferenza al buon gusto», notando come Roan sia «dotata di una voce potente e versatile». Otis Robinson di DIY ha conferito all'album un punteggio di quattro stelle con un giudizio riassuntivo che recita: «riflessivo, un po' squilibrato e del tutto contraddittorio, fonde la serietà alt-pop di Lana Del Rey con il fascino disinibito ed elegante di Lorde, per lanciarsi a tutto gas in un divertimento disordinato ed emotivo».
Hannah Mylrea, scrivendo per NME, lo ha definito un «album viziato e stravagante pieno di grandi successi pop, che combina gli stili pop elettrizzanti di Roan con la sua scrittura divertente e irresistibile». Sam Franzini di The Line of Best Fit ha ritenuto che Roan sia «una straordinaria forza esplosiva nel suo album di debutto. Affronta ogni aspetto della sessualità umana, della psicologia, del desiderio e della lussuria, il tutto su alcuni dei ritornelli più accattivanti di quest'anno». Robert Moran di The Sydney Morning Herald l'ha definito come «pop nella sua forma più divertente e propositiva».
The Rise and Fall of a Midwest Princess è stato incluso in numerose classifiche di fine anno relative ai migliori album pubblicati nel corso del 2023. Si è aggiudicato il secondo posto da The A.V. Club, il quarto dal Time, l'ottavo da Nylon, l'undicesimo da Dork, il dodicesimo da Rolling Stone e il tredicesimo da Billboard. Pitchfork lo ha anche incluso nella graduatoria dei 22 album pop migliori del 2023, mentre Pop Buzz gli ha direttamente conferito il primo posto nella sua lista.

## Tracce
1. Femininomenon – 3:39 (Kayleigh Amstutz, Daniel Nigro)
2. Red Wine Supernova – 3:12 (Kayleigh Amstutz, Lisa Hickox, Amy Kuney, Daniel Nigro, Annie Schindel)
3. After Midnight – 3:24 (Kayleigh Amstutz, Daniel Nigro, Casey Smith)
4. Coffee – 3:25 (Kayleigh Amstutz, Maya Kurchner, Eric Leva, Daniel Nigro)
5. Casual – 3:52 (Kayleigh 
Amstutz, Daniel Nigro, Morgan St. Jean)
6. Super Graphic Ultra Modern Girl – 3:04 (Kayleigh Amstutz, Annika Bennett, Daniel Nigro, Jonah Shy)
7. Hot to Go! – 3:04 (Kayleigh 
Amstutz, Daniel Nigro)
8. My Kink Is Karma – 3:42 (Kayleigh 
Amstutz, Daniel Nigro, Justin Tranter)
9. Picture You – 3:07 (Kayleigh 
Amstutz, Daniel Nigro)
10. Kaleidoscope – 3:42 (Kayleigh 
Amstutz)
11. Pink Pony Club – 4:18 (Kayleigh 
Amstutz, Daniel Nigro)
12. Naked in Manhattan – 3:31 (Kayleigh 
Amstutz, Daniel Nigro, Skyler Stonestreet)
13. California – 3:18 (Kayleigh 
Amstutz, Daniel Nigro)
14. Guilty Pleasure – 3:34 (Kayleigh Amstutz, Marcus Andersson, Nate Campany, Daniel Nigro)

## Classifiche

### Classifiche settimanali
| Classifica (2024-25) | Posizione massima |
| -------------------- | ----------------- |
| Australia            | 3                 |
| Austria              | 12                |
| Belgio (Fiandre)     | 3                 |
| Belgio (Vallonia)    | 15                |
| Canada               | 3                 |
| Croazia              | 2                 |
| Danimarca            | 26                |
| Finlandia            | 19                |
| Francia              | 32                |
| Germania             | 10                |
| Irlanda              | 1                 |
| Lituania             | 29                |
| Norvegia             | 18                |
| Nuova Zelanda        | 1                 |
| Paesi Bassi          | 2                 |
| Portogallo           | 9                 |
| Regno Unito          | 1                 |
| Spagna               | 14                |
| Stati Uniti          | 2                 |
| Svezia               | 20                |
| Svizzera             | 22                |
| Ungheria             | 31                |

### Classifiche di fine anno
| Classifica (2024) | Posizione |
| ----------------- | --------- |
| Belgio (Fiandre)  | 50        |
| Croazia           | 17        |
| Germania          | 95        |
| Nuova Zelanda     | 5         |
| Portogallo        | 41        |
| Regno Unito       | 6         |
| Stati Uniti       | 18        |
| Svizzera          | 9         |